# Macrocnemum roseum
Macrocnemum roseum är en måreväxtart som först beskrevs av Hipólito Ruiz López och Pav., och fick sitt nu gällande namn av Hugh Algernon Weddell. Macrocnemum roseum ingår i släktet Macrocnemum och familjen måreväxter. IUCN kategoriserar arten globalt som sårbar. Inga underarter finns listade i Catalogue of Life.